# ラヴィン・スプーンフル
ラヴィン・スプーンフル（The Lovin' Spoonful）は、アメリカ合衆国のフォークロック・バンドである。1960年代半ばのフォークロック・ムーヴメントの中核をなすバンドとされ、「魔法を信じるかい?」をはじめとしたヒット曲を出した。2000年にロックの殿堂入りした。

## キャリア
1965年にハーモニカ奏者であるジョン・セバスチャンとコード・カッティングの名手であるギタリストザル・ヤノフスキーの2人を中心に結成。他のメンバーはジョー・バトラー（ドラムス）とスティーヴ・ブーン（ベース）。元々はマグワンプスというフォーク・グループが分裂してできたバンドで、もう一方はママス&パパスを結成した。ジョン・セバスチャンは、もともとはジャグ・バンドに所属していた。
1965年8月、シングル『魔法を信じるかい?』でデビュー。同作はBillboard Hot 100で最高位9位を記録。その後「デイドリーム」（全米2位）や「サマー・イン・ザ・シティ」（全米1位）などヒット作を連発。
1967年にヤノフスキーが脱退。主な理由は、カリフォルニア州サンフランシスコで彼が大麻所持により逮捕されたことでアメリカへの再入国を禁止される可能性を恐れたこと（ヤノフスキーはカナダ人であった）と、セバスチャンの作詞作曲がより「より個人的」になっていったこと対する幻滅であることとされている。
後任にモダン・フォーク・カルテットのメンバーであるジェリー・イエスターが加入した。イエスターが加わって制作された4作目のアルバム『エブリシング・プレイング』発表後、リーダーのセバスチャンが脱退するとバンドは立ち行かなくなり、まもなく解散した。解散後に実質的なジョー・バトラーのソロ・アルバムである『革命』が、レコーディング契約の都合上、ラヴィン・スプーンフル名義で発表された。ジョン・セバスチャンはソロとして1976年に「ウェルカム・バック」のヒットを放った。同曲は、荒れた学校に戻った教師について歌っている。
2000年、ロックの殿堂入りを果たす。
2002年12月13日、カナダオンタリオ州キングストンでヤノフスキーが死去。
2020年2月29日、カリフォルニア州グレンデールのアレックス・シアターで、ラヴィン・スプーンフルを題材としたチャリティ・トリビュート公演が開催される。同公演で、ジョー・バトラーとスティーヴ・ブーン、ジョン・セバスチャンが「ロックの殿堂」入りセレモニー以来20年ぶりに再結集。

## メンバー
在籍中のメンバー
- ジョー・バトラー（Joe Butler） - ドラムス、ボーカル（1965年 - 1969年、1979年、1991年 - ）
- スティーヴ・ブーン（Steve Boone） - ベース（1965年 - 1969年、1979年、1991年 - ）
- マイク・アーツリ（Mike Arturi）　- ドラムス（1996年 - ）
- フィル・スミス（Phil Smith） - リズムギター、リードギター（2000年 - ）
- マレー・ウェインストック（Murray Weinstock） - ピアノ（2019年 - ）

旧メンバー
- ジョン・セバスチャン（John Sebastian） - ボーカル、リズムギター（1965年 - 1968年、1979年、2000年、2020年）
- ザル・ヤノフスキー（Zal Yanovsky） - リードギター（1965年 - 1967年、1979年、2000年）※2002年没
- ジョン・マーレラ（John Marrella） - ドラムス（1993年 - 1997年）
- ジム・イェスター（Jim Yester） - ボーカル、リズムギター（1991年 - 1994年）
- リナ・イェスター（Lena Yester） - ピアノ（1993年 - 2000年）
- デヴィッド・ジェイコ（David Jayco） - ピアノ（1992年 - 1993年）
- ランディー・チャンス（Randy Chance） - リズムギター（1994年）
- ジェリー・イェスター（Jerry Yester） - リードギター、リズムギター（1967年 - 1969年、1991年 - 2017年）
- ジャン・カール（Jan Carl） - ドラムス（1965年）

## ディスコグラフィ

### スタジオ・アルバム
| 邦題 原題                                                            | 詳細                                                                                               | 最高位 | 最高位 | 最高位 | 最高位 | 最高位 |
| 邦題 原題                                                            | 詳細                                                                                               | US     | CAN    | FIN    | NOR    | UK     |
| -------------------------------------------------------------------- | -------------------------------------------------------------------------------------------------- | ------ | ------ | ------ | ------ | ------ |
| 魔法を信じるかい? Do You Believe in Magic                            | - 発売日: 1965年11月 - レーベル: カーマ・スートラ - 規格: LP、4トラック、8トラック、オープンリール | 32     | —      | —      | —      | —      |
| デイドリーム Daydream                                                | - 発売日: 1966年3月 - レーベル: カーマ・スートラ - 規格: LP、4トラック、オープンリール             | 10     | —      | 9      | —      | 8      |
| ハムズ・オブ・ザ・ラヴィン・スプーンフル Hums of the Lovin' Spoonful | - 発売日: 1966年11月 - レーベル: カーマ・スートラ - 規格: LP、4トラック、オープンリール            | 14     | 8      | —      | 9      | —      |
| エヴリシング・プレイング Everything Playing                          | - 発売日: 1967年12月 - レーベル: カーマ・スートラ - 規格: LP、MC、4トラック、オープンリール        | 118    | —      | —      | —      | —      |
| 革命 Revelation: Revolution '69                                      | - 発売日: 1969年1月 - レーベル: カーマ・スートラ - 規格: LP、オープンリール                        | —      | —      | —      | —      | —      |
| 「—」はチャート圏外もしくは、その地域では未発売であることを表す。    | |        |        |        |        |        |

### シングル
※タイトルについて、特記がない限り、両面とも初収録は同じアルバム。
| タイトル（A面/B面）                                                       | 年   | 最高位 | 最高位 | 最高位 | 最高位 | 最高位 | 最高位 | 最高位 | 最高位 | 最高位 | 最高位 | 認定                          | 初収録アルバム                           |
| タイトル（A面/B面）                                                       | 年   | US     | AUS    | CAN    | FIN    | GER    | NL     | NOR    | NZ     | SWE    | UK     | 認定                          | 初収録アルバム                           |
| ------------------------------------------------------------------------- | ---- | ------ | ------ | ------ | ------ | ------ | ------ | ------ | ------ | ------ | ------ | ----------------------------- | ---------------------------------------- |
| 「魔法を信じるかい?」 b/w「オン・ザ・ロード・アゲイン」                   | 1965 | 9      | —      | 3      | —      | —      | —      | —      | —      | —      | —      |                               | 魔法を信じるかい?                        |
| 「うれしいあの娘」 b/w「マイ・ガル」                                      | 1965 | 10     | —      | 4      | —      | —      | —      | —      | —      | —      | —      |                               | デイドリーム                             |
| 「デイドリーム」 b/w「ナイト・アウル・ブルース」                          | 1966 | 2      | 13     | 1      | 20     | 30     | 11     | —      | 1      | 1      | 2      |                               | デイドリーム                             |
| 「心に決めたかい?」 b/w「つらい僕の心」                                   | 1966 | 2      | 17     | 6      | 26     | —      | 20     | 2      | 5      | 3      | —      |                               | 魔法を信じるかい?                        |
| 「ジャグ・バンド・ミュージック」 b/w「つらい僕の心」                      | 1966 | —      | —      | 2      | —      | —      | —      | —      | —      | —      | —      |                               | アルバム未収録                           |
| 「ボールド・ヘデッド・リナ」 b/w「オン・ザ・ロード・アゲイン」            | 1966 | —      | —      | —      | —      | —      | —      | —      | —      | 1      | —      |                               | アルバム未収録                           |
| 「サマー・イン・ザ・シティ」 b/w「ブッチーの歌」                          | 1966 | 1      | 11     | 1      | 2      | 5      | 2      | 3      | 3      | 4      | 8      | - UK: シルバー - US: ゴールド | ハムズ・オブ・ザ・ラヴィン・スプーンフル |
| 「レイン・オン・ザ・ルーフ」 b/w「パウ」                                  | 1966 | 10     | 38     | 12     | 28     | —      | 13     | —      | 3      | 11     | 52     |                               | ハムズ・オブ・ザ・ラヴィン・スプーンフル |
| 「ナッシュビル・キャッツ」 b/w「フル・メジャー」                          | 1966 | 8 87   | 36     | 2 85   | 38     | —      | 11     | 7      | 6      | 12     | 26     |                               | ハムズ・オブ・ザ・ラヴィン・スプーンフル |
| 「グッド・タイム・ミュージック」 b/w「オールモスト・グロウン」            | 1966 | —      | —      | —      | —      | —      | —      | —      | —      | —      | —      |                               | ホワッツ・シェイキン                     |
| 「ドント・バンク・オン・イット・ベイビー」 b/w「サーチン」                | 1967 | —      | —      | —      | —      | —      | —      | —      | —      | —      | —      |                               | ホワッツ・シェイキン                     |
| 「ダーリング」 b/w「ダーリン・コンパニオン」                              | 1967 | 15     | 90     | 8      | —      | —      | 16     | —      | —      | —      | 44     |                               | ユーアー・ア・ビッグ・ボーイ・ナウ       |
| 「シックス・オクロック」 b/w「フィナーレ」                                | 1967 | 18     | —      | 12     | —      | —      | —      | —      | —      | —      | —      |                               | エヴリシング・プレイング                 |
| 「ユーアー・ア・ビッグ・ボーイ・ナウ」 b/w「ロンリー (エイミーのテーマ)」 | 1967 | —      | —      | —      | —      | —      | —      | —      | —      | —      | —      |                               | ユーアー・ア・ビッグ・ボーイ・ナウ       |
| 「ガール、ビューティフル・ガール」 b/w「ウォッシュ・ハー・アウェイ」      | 1967 | —      | —      | —      | —      | —      | —      | —      | —      | —      | —      |                               | ユーアー・ア・ビッグ・ボーイ・ナウ       |
| 「彼女はミステリー」 b/w「オンリー・プリティ、ホワット・ア・ピティ」      | 1967 | 27     | —      | 3      | —      | —      | —      | —      | —      | —      | —      |                               | エヴリシング・プレイング                 |
| 「マネー」 b/w「瞳をとじて」                                              | 1967 | 48     | —      | 28     | —      | —      | —      | —      | —      | —      | —      |                               | エヴリシング・プレイング                 |
| 「前進あるのみ」 b/w「フォーエヴァー」                                    | 1968 | 73     | 71     | 49     | —      | —      | —      | —      | —      | —      | —      |                               | 革命                                     |
| 「君と進もう」 b/w「黙示:革命69」                                         | 1968 | —      | —      | —      | —      | —      | —      | —      | —      | —      | —      |                               | 革命                                     |
| 「君なしの僕に」 b/w「驚愕の空」                                          | 1969 | 91     | —      | 70     | —      | —      | —      | —      | —      | —      | —      |                               | 革命                                     |
| 「ヤンガー・ジェネレーション」 b/w「ボアダム」                            | 1970 | —      | —      | —      | —      | —      | —      | —      | —      | —      | —      |                               | John Sebastian Song Book Vol.1           |
| 「—」はチャート圏外もしくは、その地域では未発売であることを表す。         |      |        |        |        |        |        |        |        |        |        |        |                               |                                          |